# Can Torredà
Can Torredà és una masia de Tiana (Maresme) protegida com a bé cultural d'interès local.

## Descripció
Edifici civil, es tracta d'una masia amb planta basilical, amb un cos central més elevat cobert per una teulada de dos vessants i dos cossos laterals d'un sol vessant. L'alçat està conformat per una planta baixa, un pis i unes golfes.
Destaca la porta adovellada d'arc de mig punt, original, malgrat la resta d'obertures hagin estat modificades, així com els annexos laterals -un per banda-, especialment el de la dreta. Aquesta darrera, és una petita capella en desús a la qual s'accedeix mitjançant una porta rectangular amb els brancals i la llinda de pedra; a la part superior hi ha un petit òcul a la part superior i un coronament amb els angles tallats amb forma còncava, i del qual falta la seva part central, possiblement formada per un campanar simple.